# Саманта Лусіе-Сміт
Саманта Лусіе-Сміт (англ. Samantha Lucie-Smith, 26 липня 1992) — новозеландська плавчиня.
Учасниця Олімпійських Ігор 2012 року.